# Karnawał w Moguncji

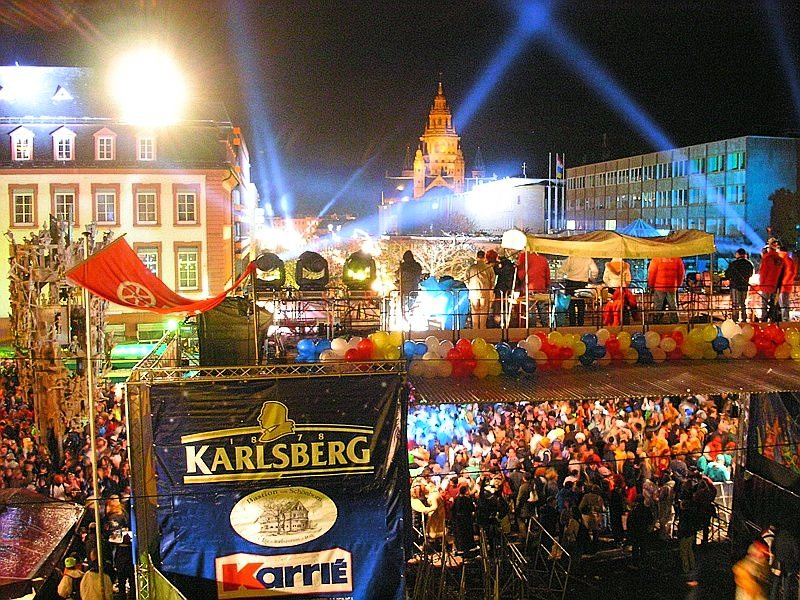
Karnawał w Moguncji – „Rosenmontag” 2004

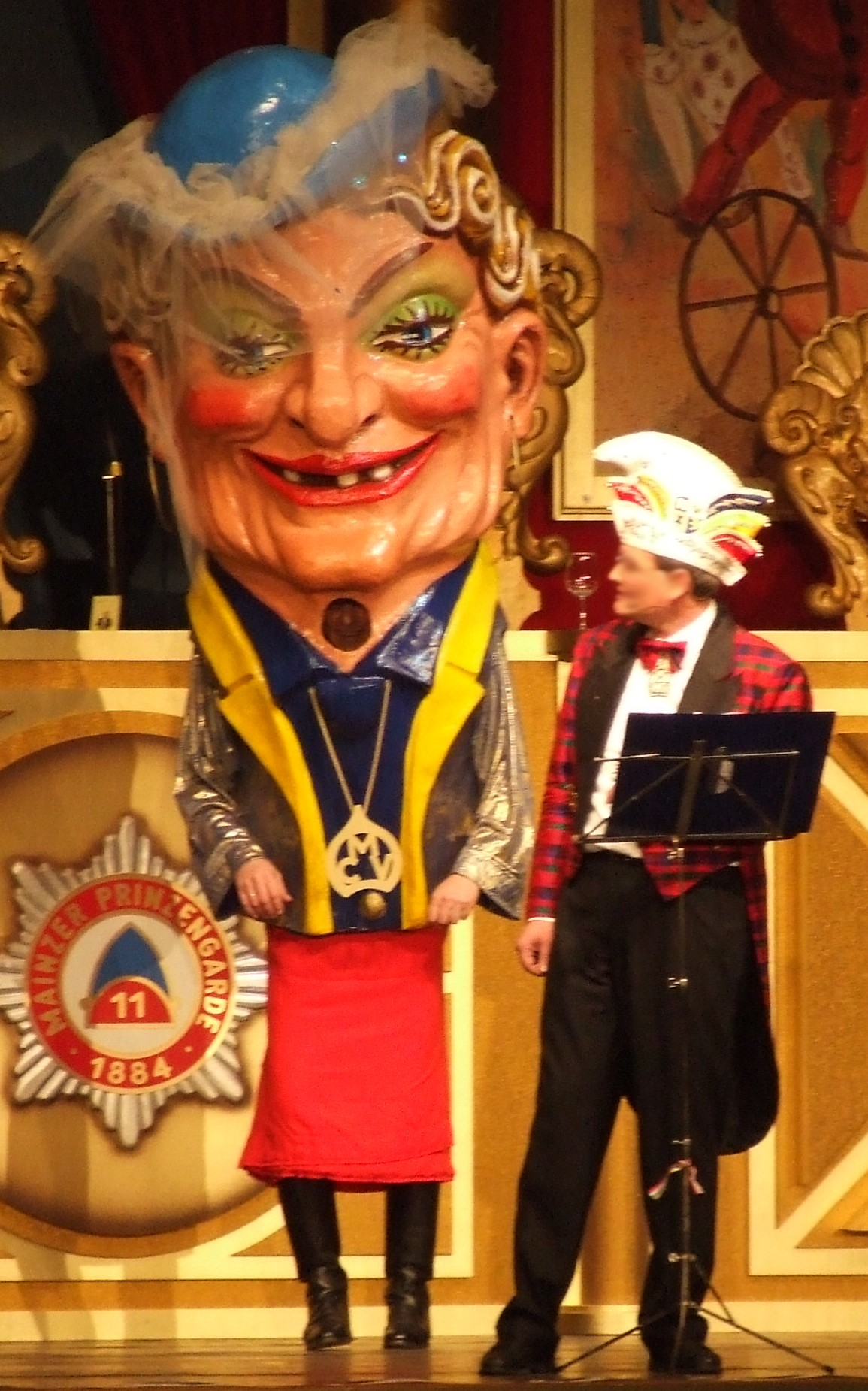
Scheel Ammerell – jedna z tzw. „Schwellköpp” z karnawału w Moguncji

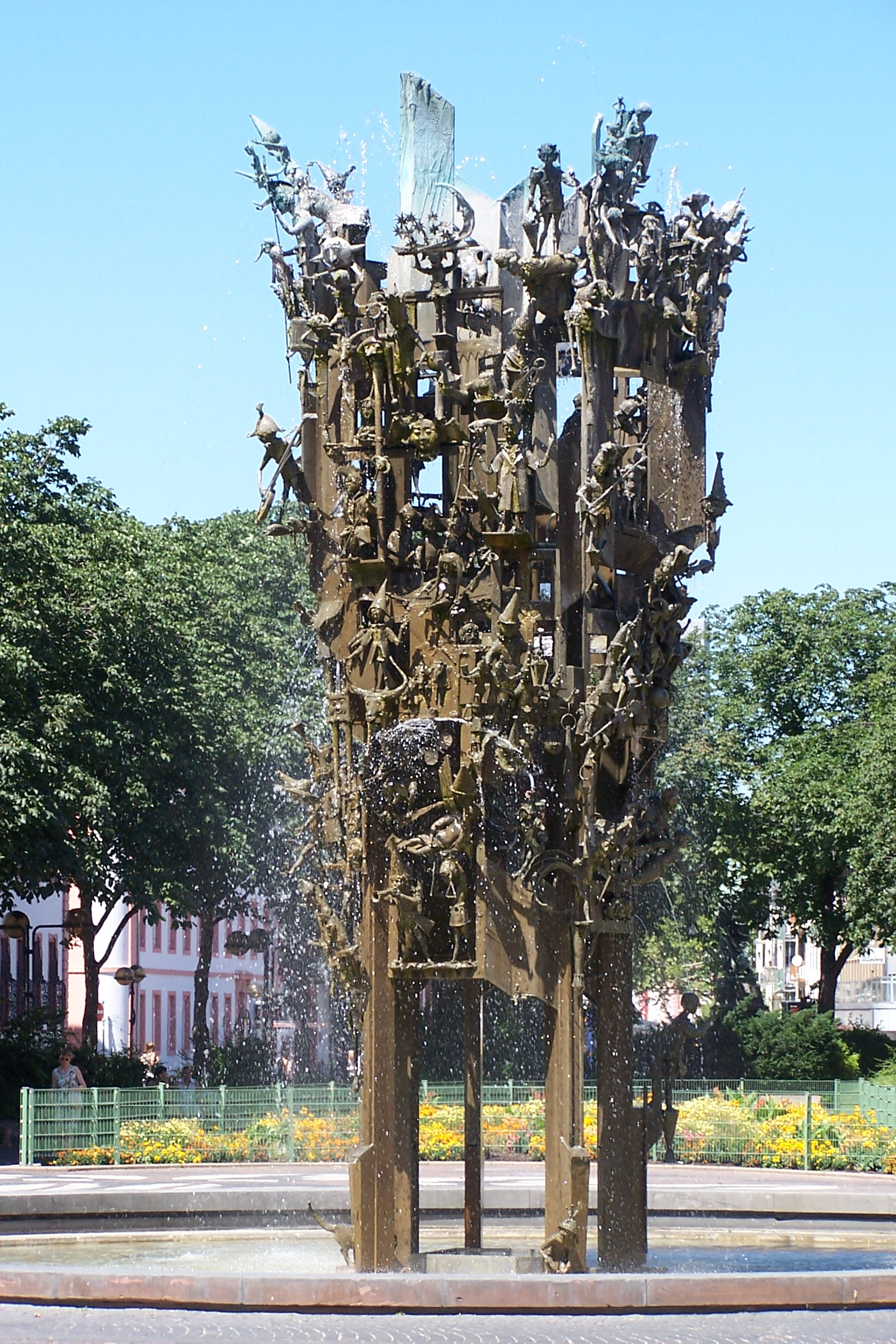
Fastnachtbrunnen w Moguncji

Karnawał w Moguncji (niem. Mainzer Fastnacht) – to jedna z najbardziej tradycyjnych i największych imprez tego typu. Moguncja, obok Kolonii i Düsseldorfu jest jednym z wiodących ośrodków nadreńskiego karnawału (Hochburg). W 1838 powołano do życia Mogunckie Stowarzyszenie Karnawałowe (Mainzer Carnevalverein – MCV), by nadać barwnej, nieokiełznanej karnawałowej błazenadzie określoną estetyczną formę. Oprócz tradycyjnych elementów, które są wspólne dla wszystkich festiwali karnawałowych, Fastnacht w Moguncji ma również specjalny element polityczny i literacki. Czas karnawału, zwany też „Piątą porą roku”, rozpoczyna w Moguncji corocznie w dniu 11 listopada o godz. 11.11 odczytanie z balkonu Osteiner Hof jedenastu karnawałowych reguł. Na zakończenie centralnym punktem mogunckiego karnawału jest parada w ostatni przed Popielcem poniedziałek („Rosenmontag”).

## Treść i charakter
Szczególnie wojsko było często tematem do żartów i karykatur w XIX w. w mieście-twierdzy Moguncja z garnizonem pruskim i austriackim mieszczącym się tu w latach 1815–1866: dzisiejsze mundury gwardii brały swój wzór z mundurów tamtego okresu, uzupełnione zapożyczeniami z mundurów landsknechtów. Pierwszym stowarzyszeniem gwardzistów w Moguncji była tzw. Mainzer Ranzengarde nazwa pochodzi od „Ranze” – „tornister” – w gwarowym tłumaczeniu „brzuch”. Strażnik imituje części munduru alzackiego pułku chasseurów (Gwardia Księżniczki – niem. Garde der Prinzessin). Używane są również mundury armii elektorskiej Moguncji (niem. Kurmainz). Strażnicy ze swoimi wojskowymi parodiami odgrywają dużą rolę w ulicznym karnawale i ich paradach, z których najbardziej znana jest poniedziałkowa wielogodzinna parada (niem. Mainzer Rosenmontagszug) mająca swój początek zawsze o godzinie 11:11. Zaprzysiężenie rekruta jest również częścią parodii wojskowej w karnawale w Moguncji.
„Okrzyk bojowy” Mainzer Fastnacht, Helau, pochodzi z Düsseldorfu i został wprowadzony w Moguncji dopiero w 1935 r.
Teatr Państwowy w Moguncji (do 1989: „Stadttheater”) otwiera swoją scenę w okresie karnawału dla laików, którzy wykonują zwykle znaną komedię, w ramach klubów karnawałowych. W 2004 wykonano utwór Wilhelma Jacoby’ego i Carla Laufsa z 1889 Pension Schöller; gościnnie wystąpił tu były trener klubu piłkarskiego Mainz 1. FSV Mainz 05, Jürgen Klopp.

## Kolory i symbole
Kolorystyka karnawału w Moguncji to czerwony, biały, niebieski i żółty, pierwotnie w dowolnej kolejności, również w parach lub pojedynczo. Układ, który był powszechny w ostatnich dziesięcioleciach – jak już wspomniano – prowadził do spekulatywnych prób interpretacji (np. „do góry nogami” francuska flaga – tricolor itp.), które jednak nie są poparte żadnymi dowodami ani zgodne ze współczesnym kontekstem historycznym.
Od czasów powstania zorganizowanego karnawału w Moguncji z 1838 pochodzenie i znaczenie kolorów zostało wyraźnie udowodnione w wielu współczesnych publikacjach i zdjęciach: przypisywano je do „Jasia Kiełbasy” (niem. „Hanswurst”), który był wówczas symbolem głupoty i służył jako symbol i dekoracja. „Hanswurst” z czasem zniknął, jego kolory pozostały.
Istnieje kilka możliwych interpretacji symboliki „11”, które można zobaczyć w całym karnawale. Połączenie z Dniem Patronatu (Katedra i Miasto) św. Marcina w dniu 11.11. z ważnymi i popularnymi rynkami w tym dniu (koniec roku obrotowego, dzień najmu, zmiana pracy) nie jest rozstrzygający, liczba nie ogranicza się do Moguncji. Sporadycznie spotykane odwoływanie się do hasła Rewolucji Francuskiej (wolność – równość – braterstwo) nie ma żadnych dowodów z odpowiednim przejściem na egalité – liberté – fraternité („elf!”), bardziej żartem niż poważną próbą wyjaśnienia. Głupcy mieli swój własny okrzyk bojowy, początkowo „Głupota – Jedność”, później w kierunku rewolucji także „Publiczność – Oralność”, czyli cztery (!) słowa kluczowe (patrz „Narralla” 1845). Ostatnie badania wykazały, że „elf” był uważany za grzesznika od średniowiecza, ponieważ przekracza Dekalog Dziesięciu Przykazań, a zatem wykracza poza porządek zamierzony przez Boga. To ostatnie odnosi się również do głupca, którego dawna grzeszność wciąż jest widoczna w dzisiejszych obchodach zakończenia karnawału.
Tak zwane „Schwellköpp” mają swoje miejsce w karnawale ulicznym w Moguncji od pierwszej tercji XX w. Pokazują z satyryczną przesadą typowe fizjonomie postaci z Moguncji obojga płci. Wielu nadano własne imiona, np.: Schell Ammerell, Fett Muck, Pulverdutt (mąż Fett Muck). Nadwymiarowe głowy z papier mâché są noszone i prezentowane przez tragarzy na paradach ulicznych jako wypełnienie luki między poszczególnymi jadącymi platformami pochodu.

## Obiekty powiązane z karnawałem
Rzeźba z brązu „Perkusista straży” (przy Schillerplatz).
Karnawałowa fontanna (Fastnachtbrunnen) stoi na Schillerplatz (róg Ludwigsstraße) od 1967 i zdobi Moguncję pomnikiem, który odzwierciedla „Piątą porę roku” i historię miasta z ponad 200 anonimowymi postaciami – z wyjątkiem jednej.
Jest to prawie dziewięciometrowa, przenośnie zaprojektowana, ażurowa i odwrócona wieża, celowo na linii wzroku katedry: między tymi biegunami toczy się życie mieszkańców Moguncji. Ponad 200, poza jedną wyłącznie postacią anonimową, można interpretować m.in.: Ojciec Ren, mnich, człowiek z tablicą przed głową, kac (co każdy głupiec ma w Środę Popielcową), Till Eulenspiegel i bogini miasta „Moguntia”, człowiek piorący portmonetkę (Geldbeutelwäscher) i wiele innych z często zaskakującymi interpretacjami. Jeździec jadący tyłem na osiołku z ogonem w dłoni. Przedstawienie haniebnej kary za różne zbrodnie, która od średniowiecza jest przedstawiana w licznych przedstawieniach i którą sądy głupców lubią wymierzać mężczyznom, którzy dali się bić swoim żonom. Profesor Blasius Spreng, twórca fontanny, chciał użyć znaku paragrafu, aby uwydatnić karny charakter tego obrazu.
Nawiasem mówiąc, Moguncja jest bogata w rzeźby, budynki i nazwy ulic, które mają bezpośredni związek z karnawałem.